# Château du Geisberg
Le château du Geisberg est un monument historique situé à Wissembourg, dans le département français du Bas-Rhin.

## Localisation
Ce bâtiment est situé sur les hauteurs, le plateau du Geisberg, dominant Wissembourg dans le hameau de Geisberg située sur cette commune.

## Historique
En 1692, Jean Gaspard de Hatzel fait l’acquisition des terres et fait construire un château par l’architecte Rondouin. Le domaine, principalement construit entre 1711 et 1714 était composé d'une demeure principale, d'un grand jardin avec 2 pavillons, ainsi que de multiples bâtiments agricoles. 
Les terres sont entretenues par des fermiers mennonites dont les descendants occupent encore le Geisberg.
Le domaine est vendu en 1755 à Philippe Michel Weber, qui en restera propriétaire jusqu'à la Révolution.
Le château et le plateau du Geisberg ont fait l'objet de durs combats en 1793 entre les troupes révolutionnaires françaises et les Autrichiens alliés aux Prussiens lors de la 2e bataille de Wissembourg durant les guerres de la Première Coalition.
Le château et le plateau du Geisberg ont à nouveau fait l'objet d'un dur combat entre les troupes françaises et prussiennes lors de la bataille de Wissembourg au début de la guerre de 1870.
En 1940, le château, vidé de ses habitants évacués en Haute-Vienne, est pris pour cible. Il est incendié pendant la guerre puis rasé en 1947 pour y construire des habitations et une église.
Aujourd'hui les seuls restes sont la tour-porche, la maison du gardien et les ruines des deux pavillons de jardin. Ces bâtiments font l'objet d'une inscription au titre des monuments historiques depuis 1990.